# Mustafa Koç
Mustafa Koç (ur. 23 lutego 1992 w Afyonkarahisarze) – turecki siatkarz, grający na pozycji środkowego, reprezentant kraju.

## Sukcesy klubowe
Puchar Turcji:
- 2011[2], 2023[3]

Puchar Challenge:
- 2011, 2022[4]

Mistrzostwo Turcji:
- 2013, 2015
- 2011, 2012, 2017, 2018, 2019, 2022[5], 2023[6]
- 2016